# I Want You Back (Melanie B)
I Want You Back è il primo singolo pubblicato dalla cantautrice britannica Melanie B, incluso nell'album di debutto della cantante Hot pubblicato due anni dopo. È stato pubblicato il 14 settembre 1998 dall'etichetta discografica Virgin ed è frutto di una collaborazione con Missy Elliott.
Il singolo è stato registrato e pubblicato quando la cantante faceva ancora parte del gruppo musicale Spice Girls che l'ha lanciata nel mondo della musica. Si è trattato del primo lavoro da solista tra tutti quelli delle componenti del gruppo e anche il primo numero a raggiungere la prima posizione delle classifiche. Il brano è stato scritto da Missy Elliott che ha pensato di affidare la canzone a Melanie B quando quest'ultima era ancora in tour con le compagne della girl band. Il singolo ottiene il disco d'argento in UK (223,000 copie)

## Tracce e formati
- UK CD1

1. "I Want You Back" [Radio Edit] - 3:25
2. "I Want You Back" [Soundtrack Version] - 3:51
3. "I Want You Back" [MAW Remix] - 8:22

- European 2-Track CD

1. "I Want You Back" [Radio Edit] - 3:25
2. "I Want You Back" [Instrumental] - 3:55

## Classifiche
| Classifica        | Posizione |
| ----------------- | --------- |
| Regno Unito       | 1         |
| Paesi Bassi       | 6         |
| Irlanda           | 6         |
| Belgio (Vallonia) | 10        |
| Australia         | 12        |
| Nuova Zelanda     | 20        |
| Svezia            | 21        |
| Belgio (Fiandre)  | 24        |
| Svizzera          | 56        |